# Noordenveld
Noordenveld (phát âmⓘ) là một đô thị ở đông bắc Hà Lan, tỉnh Drenthe. Đô thị này có diện tích mặt đất 201,22 km2, dân số đầu năm 2007 là 31.362 người.

## Các trung tâm dân cư
Altena, Alteveer, Amerika, Boerelaan, De Horst, De Pol, Een, Een-West, Foxwolde, Huis ter Heide, Langelo, Leutingewolde, Lieveren, Matsloot, Nietap, Nieuw-Roden, Norg, Norgervaart, Peest, Peize, Peizermade, Peizerwold, Roden, Roderesch, Roderwolde, Sandebuur, Steenbergen, Terheijl, Veenhuizen, Westervelde và Zuidvelde.